# Randtief
Ein Randtief ist ein kleinräumiges Tiefdruckgebiet am Rande einer ausgedehnten Zyklone, das sich aus einem separaten Luftdruckminimum entwickelt. Es wird in Bodennähe von mindestens einer Isobare umrandet.
Randtiefs können oft zu heftigen Regen- oder Schneefällen führen. Ein besonders kräftiger Vertreter wird als Schnellläufer bezeichnet.